# L'Économie en questions
L'Économie en questions est une émission radiophonique hebdomadaire française, créée par l'économiste Jacques Généreux et la journaliste Dominique Rousset, diffusée de 1998 à 2017 sur la station de radio publique France Culture. 
L'émission, animée et produite par Dominique Rousset, a pour thématique l'actualité économique tant française qu'internationale ; elle se présente sous la forme d'une table ronde au cours de laquelle débattent quatre spécialistes de l'économie - économistes, professeurs ou chercheurs. Le panel est régulièrement constitué de Patrick Artus, Philippe Askenazy, Nicolas Baverez, Élise Huillery, Philippe Martin, Jacques Mistral, Olivier Pastré, Dominique Plihon, Xavier Timbeau et David Thesmar.
Elle était diffusée chaque samedi de 12h à 12h30.
La dernière émission a eu lieu le 1er juillet 2017.
Elle prend fin en 2017[réf. souhaitée].